# Euphorbia resinifera
Euphorbia resinifera, llamada comúnmente cardón resinoso, es una especie suculenta del género Euphorbia nativa de Marruecos.

## Descripción
Es una planta suculenta con aspecto cactiforme que forma densas masas arbustivas de hasta 60 cm de alto. Los tallos son poco o nada ramificados, de color verde claro a medio, tetragonales, excepcionalmente trígonos, con caras más o menos cóncavas y ángulos agudos. En los ángulos se sitúan unas espinas axilares de 2-10 mm de 2 en 2, sobre un escudete oval bien delimitado. Las hojas se reducen a tubérculos diminutos situados en los ángulos, junto a las espinas. Inflorescencia pedunculada sobre los ángulos, entre los pares de espinas; está compuesta por 3 ciatos amarillos en su totalidad, los 2 laterales pedunculados y hermafroditas, el central (sésil y masculino) se suele desarrollar y caer antes que los laterales. El fruto es una cápsula subglobosa de 4-5 x 6-7,5 mm, con pedúnculo de 4-8 mm, provista de cocas bien diferenciadas, comprimidas, angulosas y carenadas, glabras, lisas, primero verdosas y luego amarillentas. Cada una lleva una semilla de 2,7-3 x 2,5 x 2,5 mm, subglobulosa, de superficie salpicada por pequeñas y finas placas de contorno irregular, grisácea o amarillenta, sin carúncula. La floración se produce de junio a agosto y la fructificación, de agosto a octubre.

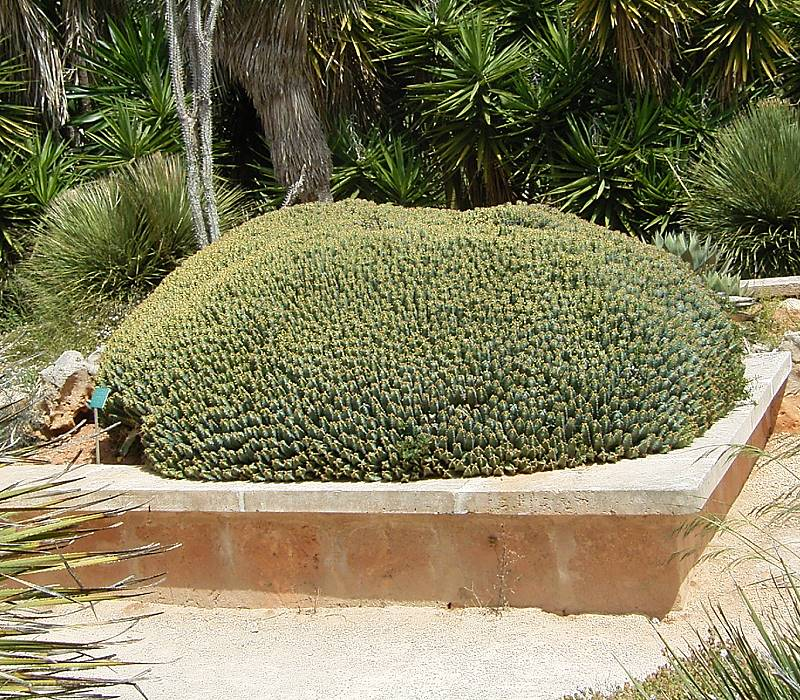
Habito

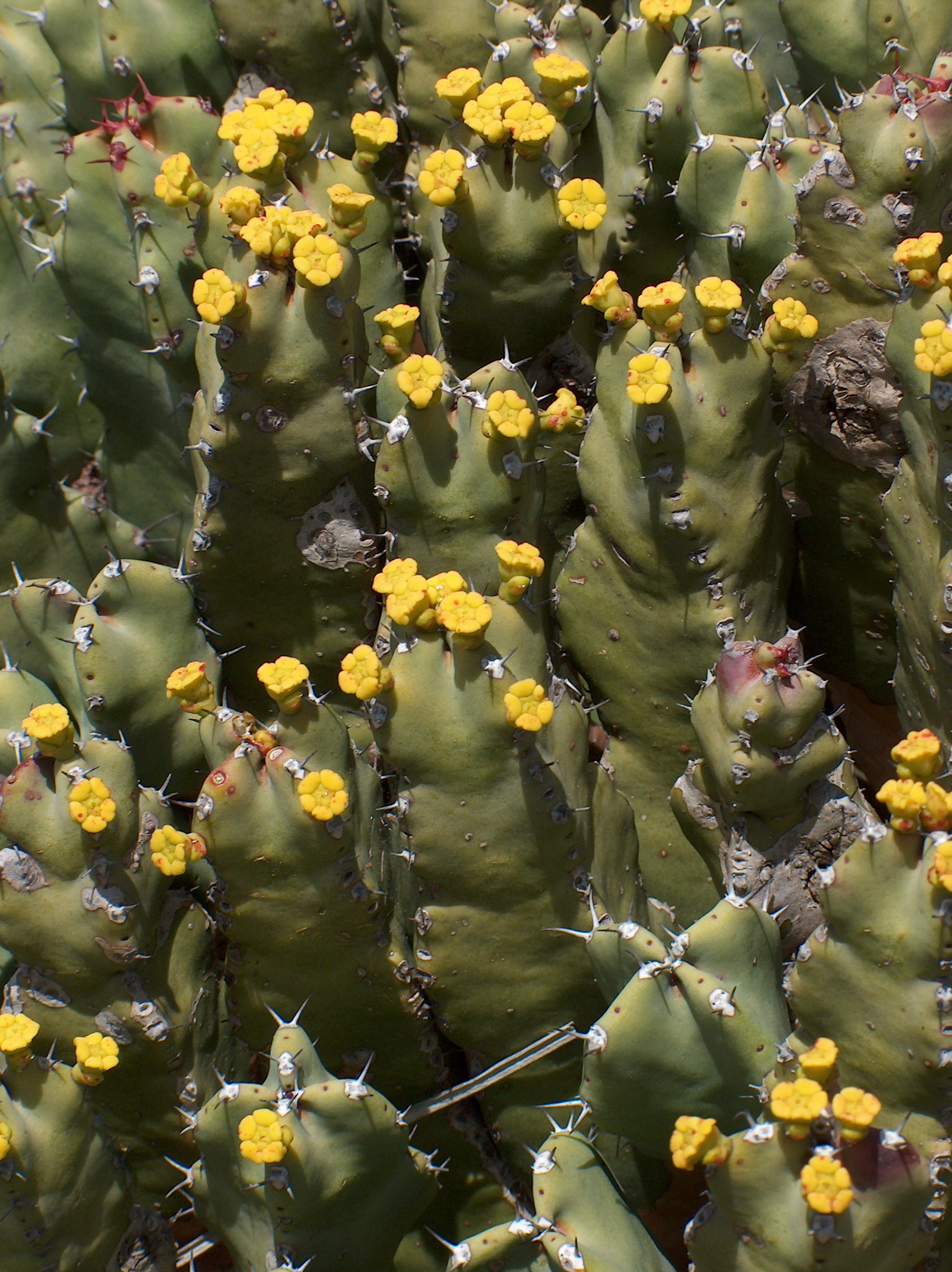
Ejemplar en el Jardín Botánico de Barcelona

## Distribución y hábitat
Es un endemismo marroquí, que se distribuye por las partes más bajas y secas de las montañas mediterráneas que van desde el  Atlas Medio  suroccidental hasta el Macizo del Kest (Anti-Atlas occidental). Falta en las zonas de influencia macaronésica donde es reemplazada por la otra especie cactiforme de la región: Euphorbia officinarum.
Vegeta en terrenos calcáreos, sobre suelos más o menos rocosos, desde los 600 hasta los 1800 m s. n. m. de altitud, en ecosistemas generalmente semiáridos.

## Propiedades
E. resinifera contiene una alta concentración de la toxina resiniferatoxina que se utiliza como punto de partida en el desarrollo de una nueva clase de analgésicos. La investigación reciente ha demostrado que esta toxina exhibe sus efectos mediante la interacción con TRPV1, un sensor de dolor conocido del canal catiónico que también responde a la capsaicina, el compuesto principal que se encuentra en algunas especies del género capsicum.

## Toxicidad
Como el resto de especies de Euphorbia, E. resinifera contiene una savia espesa de aspecto lechoso. Este látex contiene una toxina extremadamente irritante, la resiniferatoxina, que puede afectar peligrosamente a ojos, membranas mucosas y piel.

## Taxonomía
Euphorbia resinifera fue descrita por O.Berg y publicado en Offiz. Gew. 4: 34d verso, en 1863.

#### Etimología
Euphorbia: nombre genérico que deriva del médico griego del rey Juba II de Mauritania (52 a 50 a. C.-23), Euphorbus, en su honor —en alusión a su gran vientre— ya que usaba médicamente esta especie. En 1753 Carlos Linneo asignó el nombre a todo el género.
resinifera: epíteto latino que significa "que contiene resina".

#### Sinonimia
- Tithymalus resiniferus (O.Berg) H.Karst. (1882).[8][9]